# Arrondissement de Provins
L'arrondissement de Provins est une division administrative française située dans le département de Seine-et-Marne, en région Île-de-France.

## Composition

### Composition avant 1926
L'arrondissement de Provins était composé de cinq cantons :
- canton de Provins
- canton de Bray-sur-Seine
- canton de Villiers-Saint-Georges
- canton de Donnemarie
- canton de Nangis

### Composition de 1926 à 2015

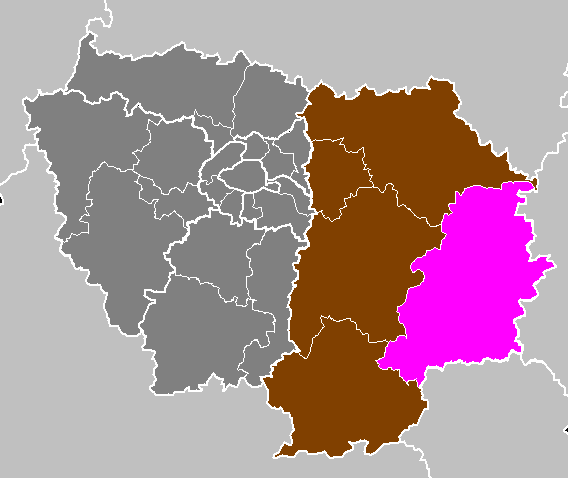
Localisation de l'arrondissement avant 2015.

La suppression de l'arrondissement de Coulommiers en 1926 entraîne l'agrandissement de l'arrondissement de Provins. 
Liste des 9 cantons de l'arrondissement de Provins :
- canton de Bray-sur-Seine
- canton de Donnemarie-Dontilly
- canton de La Ferté-Gaucher
- canton de Montereau-Fault-Yonne
- canton de Nangis
- canton de Provins
- canton de Rebais
- canton de Rozay-en-Brie
- canton de Villiers-Saint-Georges

### Découpage communal depuis 2015
Depuis 2015, le nombre de communes des arrondissements varie chaque année soit du fait du redécoupage cantonal de 2014 qui a conduit à l'ajustement de périmètres de certains arrondissements, soit à la suite de la création de communes nouvelles. Le nombre de communes de l'arrondissement de Provins est ainsi de 165 en 2015, 165 en 2016, 179 en 2017 et 174 en 2019.
Au 1er janvier 2024, l'arrondissement groupe les 174 communes suivantes :
1. Aubepierre-Ozouer-le-Repos
2. Augers-en-Brie
3. Baby
4. Balloy
5. Bannost-Villegagnon
6. Barbey
7. Bazoches-lès-Bray
8. Beauchery-Saint-Martin
9. Bellot
10. Bernay-Vilbert
11. Beton-Bazoches
12. Bezalles
13. Blennes
14. Boisdon
15. Boitron
16. Bray-sur-Seine
17. Bréau
18. La Brosse-Montceaux
19. Cannes-Écluse
20. Cerneux
21. Cessoy-en-Montois
22. Chalautre-la-Grande
23. Chalautre-la-Petite
24. Chalmaison
25. Champcenest
26. La Chapelle-Gauthier
27. La Chapelle-Iger
28. La Chapelle-Moutils
29. La Chapelle-Rablais
30. La Chapelle-Saint-Sulpice
31. Les Chapelles-Bourbon
32. Chartronges
33. Châteaubleau
34. Châtenay-sur-Seine
35. Châtres
36. Chenoise-Cucharmoy
37. Chevry-en-Sereine
38. Choisy-en-Brie
39. Clos-Fontaine
40. Courcelles-en-Bassée
41. Courchamp
42. Courpalay
43. Courtacon
44. Courtomer
45. Coutençon
46. Crèvecœur-en-Brie
47. La Croix-en-Brie
48. Diant
49. Donnemarie-Dontilly
50. Doue
51. Égligny
52. Esmans
53. Everly
54. Favières
55. La Ferté-Gaucher
56. Fontaine-Fourches
57. Fontains
58. Fontenailles
59. Fontenay-Trésigny
60. Forges
61. Frétoy
62. Gastins
63. Gouaix
64. La Grande-Paroisse
65. Grandpuits-Bailly-Carrois
66. Gravon
67. Grisy-sur-Seine
68. Gurcy-le-Châtel
69. Hermé
70. Hondevilliers
71. La Houssaye-en-Brie
72. Jaulnes
73. Jouy-le-Châtel
74. Jouy-sur-Morin
75. Jutigny
76. Laval-en-Brie
77. Léchelle
78. Lescherolles
79. Leudon-en-Brie
80. Liverdy-en-Brie
81. Lizines
82. Longueville
83. Louan-Villegruis-Fontaine
84. Luisetaines
85. Lumigny-Nesles-Ormeaux
86. Maison-Rouge
87. Les Marêts
88. Marles-en-Brie
89. Marolles-sur-Seine
90. Meigneux
91. Meilleray
92. Melz-sur-Seine
93. Misy-sur-Yonne
94. Mons-en-Montois
95. Montceaux-lès-Provins
96. Montdauphin
97. Montenils
98. Montereau-Fault-Yonne
99. Montigny-le-Guesdier
100. Montigny-Lencoup
101. Montmachoux
102. Montolivet
103. Mormant
104. Mortcerf
105. Mortery
106. Mousseaux-lès-Bray
107. Mouy-sur-Seine
108. Nangis
109. Neufmoutiers-en-Brie
110. Noisy-Rudignon
111. Noyen-sur-Seine
112. Orly-sur-Morin
113. Les Ormes-sur-Voulzie
114. Paroy
115. Passy-sur-Seine
116. Pécy
117. Le Plessis-Feu-Aussoux
118. Poigny
119. Presles-en-Brie
120. Provins
121. Quiers
122. Rampillon
123. Rebais
124. Rouilly
125. Rozay-en-Brie
126. Rupéreux
127. Sablonnières
128. Saint-Barthélemy
129. Saint-Brice
130. Sainte-Colombe
131. Saint-Cyr-sur-Morin
132. Saint-Denis-lès-Rebais
133. Saint-Germain-Laval
134. Saint-Germain-sous-Doue
135. Saint-Hilliers
136. Saint-Just-en-Brie
137. Saint-Léger
138. Saint-Loup-de-Naud
139. Saint-Mars-Vieux-Maisons
140. Saint-Martin-des-Champs
141. Saint-Martin-du-Boschet
142. Saint-Ouen-en-Brie
143. Saint-Ouen-sur-Morin
144. Saint-Rémy-de-la-Vanne
145. Saint-Sauveur-lès-Bray
146. Saint-Siméon
147. Salins
148. Sancy-lès-Provins
149. Savins
150. Sigy
151. Sognolles-en-Montois
152. Soisy-Bouy
153. Sourdun
154. Thénisy
155. Thoury-Férottes
156. La Tombe
157. La Trétoire
158. Vanvillé
159. Varennes-sur-Seine
160. Vaudoy-en-Brie
161. Verdelot
162. Verneuil-l'Étang
163. Vieux-Champagne
164. Villenauxe-la-Petite
165. Villeneuve-les-Bordes
166. Villeneuve-sur-Bellot
167. Villiers-Saint-Georges
168. Villiers-sur-Seine
169. Villuis
170. Vimpelles
171. Voinsles
172. Voulton
173. Voulx
174. Vulaines-lès-Provins

## Démographie
En 2022, l'arrondissement comptait 186 614 habitants.
| 1968    | 1975    | 1982    | 1990    | 1999    | 2006    | 2011    | 2016    | 2021    |
| ------- | ------- | ------- | ------- | ------- | ------- | ------- | ------- | ------- |
| 108 389 | 115 940 | 123 460 | 136 283 | 146 975 | 154 269 | 345 660 | 190 156 | 186 339 |

| 2022    | - | - | - | - | - | - | - | - |
| ------- | - | - | - | - | - | - | - | - |
| 186 614 | - | - | - | - | - | - | - | - |

## Sous-préfets
| Période           | Période           | Identité                                    | Fonction précédente                                        | Observation                                                                          |
| ----------------- | ----------------- | ------------------------------------------- | ---------------------------------------------------------- | ------------------------------------------------------------------------------------ |
|                   |                   |                                             |                                                            |                                                                                      |
| 14 mars 1839      | 13 septembre 1839 | Paul Vallon                                 | Sous-préfet de Rochechouart                                | Nommé sous-préfet de Bar-sur-Seine                                                   |
|                   |                   |                                             |                                                            |                                                                                      |
| 26 août 1844      | février 1848      | Ferdinand Eckbrecht de Durckheim-Montmartin | Sous-préfet de Péronne                                     | Révoqué à la révolution de 1848                                                      |
|                   |                   |                                             |                                                            |                                                                                      |
| 1er décembre 1851 | 9 mars 1852       | Aimé Denis de Martel du Porzou              | Sous-préfet de Thionville                                  | Nommé sous-préfet de Mantes                                                          |
|                   |                   |                                             |                                                            |                                                                                      |
| 2 juillet 1853    | 25 juillet 1855   | Jean Demanche                               | Attaché au cabinet du ministre de l'intérieur              | Nommé sous-préfet de Lisieux                                                         |
|                   |                   |                                             |                                                            |                                                                                      |
| 31 janvier 1870   | 24 janvier 1872   | Jean-François Cabarrus                      | Sous-préfet de Dole                                        | Nommé sous-préfet de Saint-Flour                                                     |
|                   |                   |                                             |                                                            |                                                                                      |
| 24 mai 1876       | 24 mai 1877       | Paul de Chamberet                           | Sous-préfet de Péronne                                     | Nommé Sous-préfet de Moissac                                                         |
|                   |                   |                                             |                                                            |                                                                                      |
| 30 décembre 1877  | 2 décembre 1879   | Charles Gilbert-boucher                     |                                                            | Nommé sous-préfet de Compiègne                                                       |
|                   |                   |                                             |                                                            |                                                                                      |
| 17 novembre 1880  | 4 avril 1883      | Fernand Duflos                              | Sous-préfet de Montdidier                                  | Nommé administrateur du Territoire de Belfort                                        |
| 4 avril 1883      | 22 mai 1885       | Joseph Girard de Vasson                     | Sous-préfet de Joigny                                      | Nommé sous-préfet de Riom                                                            |
| 22 mai 1885       | 24 mai 1889       | Marie-Louis Périvier                        | Sous-préfet de Mayenne                                     | Nommé sous-préfet de Vendôme                                                         |
| 24 mai 1889       | 22 avril 1893     | Edmond Cahen                                | Sous-préfet de Vendôme                                     | Nommé secrétaire général de la préfecture de Meurthe-et-Moselle                      |
| 22 avril 1893     | 18 mars 1895      | Jean Plantié                                | Secrétaire général de la préfecture de Lot-et-Garonne      | Nommé sous-préfet d'Alès                                                             |
| 18 mars 1895      | 19 juillet 1898   | Pierre Landrodié                            |                                                            | Nommé sous-préfet de La Flèche                                                       |
| 19 juillet 1898   | 9 septembre 1902  | Benoît Morain                               | Sous-préfet de Rocroi                                      | Nommé sous-préfet de Béthune                                                         |
| 9 septembre 1902  | 6 avril 1906      | Émile Adam                                  | Secrétaire général de la préfecture de Saône-et-Loire      | Remplacé et devient sous-préfet honoraire                                            |
| 6 avril 1906      | 2 mars 1912       | Jean Soubiran                               | Secrétaire général de la préfecture de Loir-et-Cher        | Remplacé et devient percepteur                                                       |
| 2 mars 1912       | 26 juin 1915      | Charles Basset                              | Sous-préfet de Melle                                       | Mobilisé pour la Premiere Guerre Mondiale                                            |
| 26 juin 1915      | 15 janvier 1920   | Marcel Lalmand                              | Secrétaire général de la préfecture du Cher                | Nommé sous-préfet de Meaux                                                           |
| 15 janvier 1920   | 8 septembre 1924  | Maurice Luchaire                            | Sous-préfet de Mantes                                      | Nommé sous-préfet de Beaune                                                          |
| 8 septembre 1924  | 1er juillet 1931  | Christophe Castillard                       | Secrétaire général de la préfecture de l'Aveyron           | Rattaché à la préfecture de la Seine                                                 |
|                   |                   |                                             |                                                            |                                                                                      |
| 1967              | 1969              | Michel Levallois (1934-2018)                |                                                            |                                                                                      |
|                   |                   |                                             |                                                            |                                                                                      |
| 17 janvier 1979   |                   | Pierre Breuil                               |                                                            |                                                                                      |
|                   |                   |                                             |                                                            |                                                                                      |
|                   | 18 septembre 1995 | Sylvette Misson                             |                                                            | Nommée secrétaire général de la préfecture de l'Yonne                                |
| 18 septembre 1995 | 22 août 1997      | Eric Delzant                                | Administrateur civil                                       | Chargé de mission pour les affaires régionales auprès du préfet de la Seine-Maritime |
| 5 septembre 1997  | 31 octobre 2002   | Roger Silhol                                | Administrateur civil hors classe                           | Nommé sous-préfet de Montluçon                                                       |
| 31 octobre 2002   | 12 novembre 2003  | Gérard Lacroix                              | Administrateur civil hors classe                           | Nommé sous-préfet de Dreux                                                           |
| 12 novembre 2003  | 21 décembre 2006  | Patrick Pincet                              | Sous-préfet de Sélestat-Erstein                            | Nommé secrétaire général de la préfecture du Haut-Rhin                               |
| 21 décembre 2006  | 9 novembre 2010   | Thierry Baron                               | Commissaire divisionnaire de la police nationale           | Nommé sous-préfet de Montluçon                                                       |
| 12 janvier 2011   | 19 juillet 2013   | Thierry Bonnet                              | Secrétaire général du territoire des îles Wallis-et-Futuna | Nommé secrétaire général de la préfecture de la Guyane                               |
| 23 juillet 2013   | 13 juin 2016      | Evelyne Guyon                               | Sous-préfète de Beaune                                     | Nommée sous-préfète de Thonon-les-Bains                                              |
| 27 juillet 2016   |                   | Laura Reynaud                               | Sous-préfète de Mamers                                     |                                                                                      |